# 文惠王
炎（？—前793年），是古朝鲜之箕子朝鲜的君主，子姓。东史年表认为在位於前843年至前793年，諡號文惠王（韓語：문혜왕），後王位由兒子越繼承。